# Loren Shriver
Loren James Shriver (Jefferson, 23 settembre 1944) è un ex astronauta statunitense. Ha partecipato alle missioni spaziali Shuttle STS-51-C, STS-31 e STS-46, una come pilota e due come comandante.